# Casuar-do-sul
O casuar-do-sul, também conhecido como casuar-comum ou casuar-de-capacete (Casuarius casuarius), é uma ave não-voadora nativa da Austrália, Indonésia, e Nova Guiné. É uma ave ratita, portanto, relacionados com o emu, avestruz, e o gênero Rhea.

## Descrição

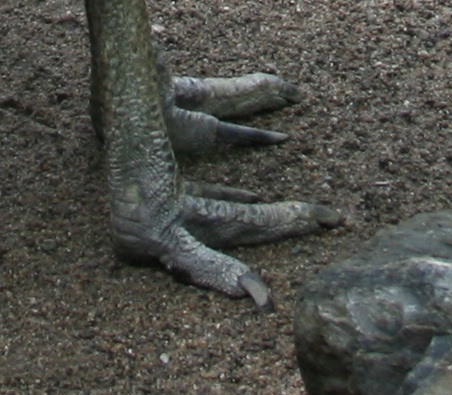
Detalhe dos pés mostrando garra interior lanceolada

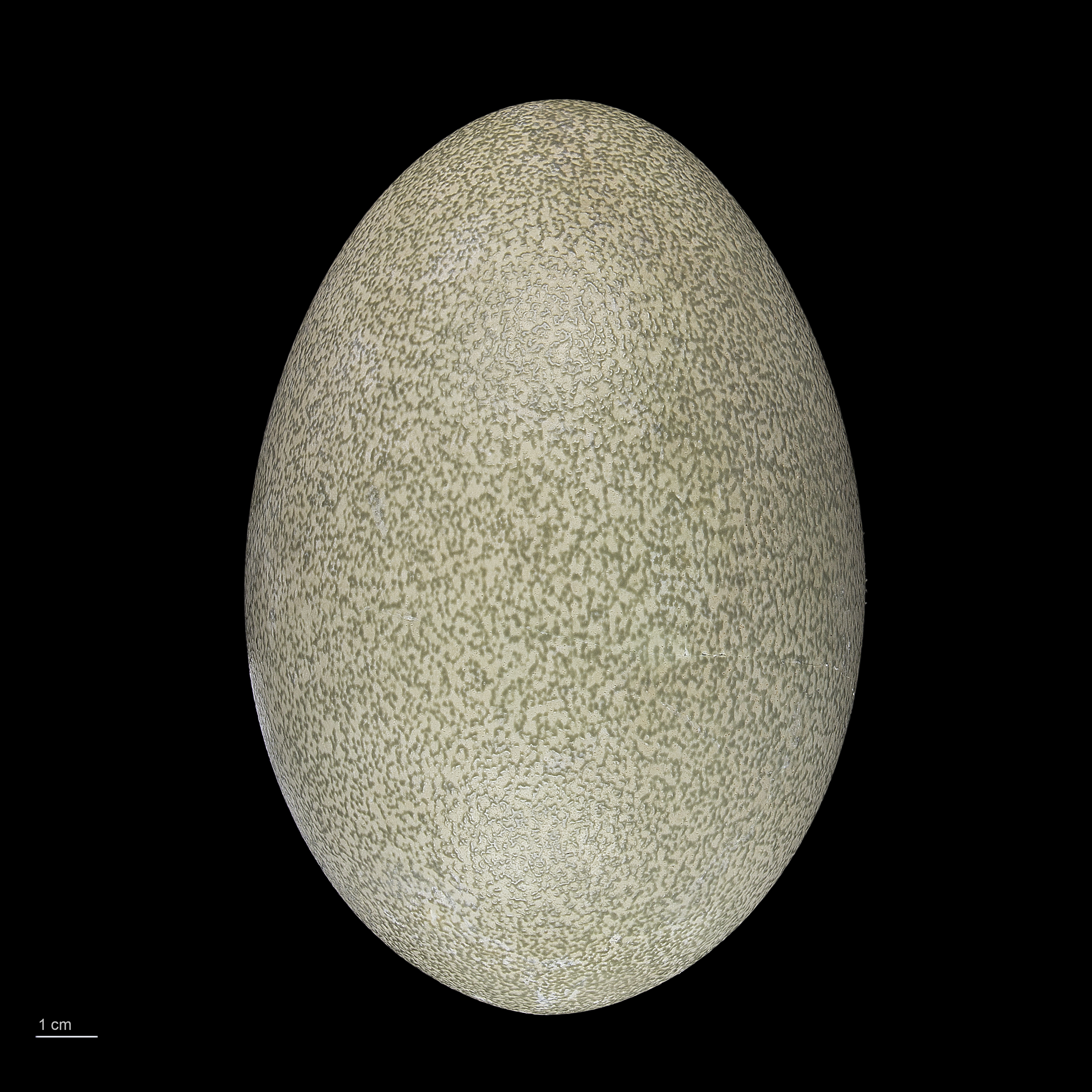
Casuarius casuarius - MHNT

Possui plumagem dura e rígida, um elmo castanho, rosto e pescoço azul, nuca vermelha e duas varas vermelhas penduradas em sua garganta. Os pés de três dedos são grossos e poderosos, equipados com um punhal, com uma garra letal de até 12 cm no dedo do pé interior. A plumagem é sexualmente monomórfica, mas a fêmea é dominante e maior, com maior casco e partes descobertas de cor brilhante. Os juvenis têm a plumagem castanha com listras longitudinais.
É o maior membro da família casuar e é a segunda ave mais pesada, com peso máximo estimado em 85 kg e dimensão de 190 cm. Normalmente, esta espécie varia de 127–170 cm, com as fêmeas em média 58 kg e machos com média de 29-34 quilos. Ele é tecnicamente a maior ave asiática (desde a extinção do avestruz árabe e anteriormente, o Moa da Nova Zelândia ) e a maior ave australiana (embora o emu possa ser um pouco mais alto).

## Alimentação
Ao longo de um dia, um casuar adulto come centenas de frutos e bagas. O seu processo de digestão é delicado e não danifica as sementes, que emergem intactas. Por isso, enquanto um casuar deambula pelo seu território, desloca as sementes na floresta. Também leva as sementes para os montes e para a outra margem dos rios. Resumindo, transporta sementes de formas que a gravidade por si não conseguiria, constituindo um veículo poderoso para a propagação de sementes. A Ryparosa kurrangii é uma árvore cuja existência se conhece apenas numa pequena região da floresta tropical costeira da Austrália. Segundo um estudo, apenas 4% das sementes desta espécie conseguem desenvolver-se se não circularem pelo aparelho digestivo dos casuares: depois de passarem pelo organismo destas aves, esse número eleva-se a 92%, embora se desconheça a razão concreta para esta diferença.

## Reprodução
Os machos assumem sozinhos todos os cuidados das crias: chocam os ovos e tratam dos pintos durante nove meses ou mais.

## Ocorrência
A ave está em perigo de extinção na Austrália. A maioria dos censos contabiliza 1.500 a dois mil casuares, mas são apenas estimativas.